# فرانس مولر (تنیس‌باز)
 فرانس مولر (انگلیسی: Frans Möller؛ زاده ۱۹ مهٔ ۱۸۸۶ درگذشته ۱۰ اکتبر ۱۹۵۴) یک تنیس‌باز اهل سوئد بود.